# Scintilace (astronomie)
Scintilace je velmi rychlé náhodné kolísání jasu hvězdy způsobené průchodem světla zemskou atmosférou, ve které proudí masy vzduchu o různé teplotě, a tedy i různé hustotě. Projevuje se jako nepatrné blikání či chvění. U obzoru je scintilace výraznější. 